# 레이 댄드리지
레이먼드 에밋 "레이" 댄드리지(영어: Raymond Emmitt "Ray" Dandridge, 1913년 8월 31일 ~ 1994년 2월 12일)는 니그로 리그 베이스볼에서 3루수로 뛴 미국의 전 야구 선수이다. 그는 버지니아주 리치몬드에서 태어났다. 댄드리지는 야구 역사상 가장 훌륭한 수비수이자 타율에서 최고의 타자 중 한명이었으나, 그의 이름은 야구팬들에게 잘 알려져 있지 않다. 그 이유는 신사 협정으로 메이저 리그 베이스볼에서 뛰는 것이 허용되지 않아서 인종 차별의 세월에 의해 오래전 잊혔기 때문이다. 하지만 그는 그의 경력을 인정받아 1987년 미국 야구 명예의 전당에 헌액되었다.

## 경력
댄드리지는 1933년 그가 지역 리치몬드 팀에서 뛰고 있을 때 디트로이트 스타스 감독 캔디 짐 테일러에 의해 발굴되었다. 그는 1933년 스타스에서 뛰었고 이후 뉴와크 이글스로 불리게 된 뉴와크 다저스에서 1936년부터 1939년까지 뛰었다. 1939년, 이글스가 계약보다 적은 돈을 주는 바람에 댄드리지는 멕시칸 리그로 옮겨서 이후 10시즌 중 9년을 그 곳에서 뛰었고 나머지 1년은 이글스에서 뛰었다. 1948년~49년, 그는 뉴욕 쿠반스에 선수 겸 감독으로 미국에 복귀했다. 메이저에서 뛸 수 있는 능력이 있었지만, 그는 빅리그로의 유혹을 떨쳐내고 그의 경력의 마지막을 트리플 A에서 보냈다. 1949년, 그는 0.362의 타율과 모든 아메리칸 어소시에이션의 3루수 수비율 1위를 기록했다. 그는 1955년 그의 마지막 마이너 리그 시즌에 0.360의 타율을 기록했다. 그의 경력은 명예의 전당 헌액자가 메이저 리그에서 뛰는 기회를 받지 못해 가장 큰 비극 중 하나이다.
규칙적인 0.350 이상의 고타율을 기록하는 타격 능력이 있었지만, 댄드리지의 최고의 재능은 수비였다. 니그로 리그와 메이저 리그에서 모두 뛰고 두 세대 기간의 모든 3루수의 최고의 수비를 보았던 몬테 일빈은 댄드리지가 거의 한 시즌에 2개 이상의 실책을 범하지 않은 것을 덧붙이면서 그를 모든 선수들 중 가장 훌륭하다고 말했다. 댄드리지는 또한 어렸을 때의 윌리 메이스의 개인 코치였다.
1955년을 마지막으로 은퇴한 이후에 그는 샌프란시스코 자이언츠에서 스카웃 일을 하고 뉴저지주 뉴와크의 레크레이션 센터를 운영했다. 그는 그의 마지막 해를 플로리다 팜베이에서 보냈다. 그는 1987년 야구 명예의 전당에 입성했다. 그는 팜베이에서 80세의 나이로 사망했다.
댄드리지의 손자, 브래드 댄드리지는 로스앤젤레스 다저스 팜팀에서 1993년부터 1998년까지 뛴 전 프로 야구 선수이다.